# Ґомі Таканорі
Такано́рі Ґо́мі (яп. 五味隆典; *22 вересня 1978, Айкава, Канаґава, Японія) — японський спортсмен, професійний греплер і спеціаліст зі змішаних бойових мистецтв. П'ятиразовий чемпіон Японії з греплінгу за версіями AJCWC (2001 – 2003, 2007 роки) та ADCC (2011 рік). Чемпіон світу зі змішаних бойових мистецтв у легкій ваговій категорії за версією ISC (2001 – 2003 роки) та Pride (2005 – 2007 роки). Переможець Гран-прі Pride у легкій ваговій категорії (2005 рік).

## Спортивна кар'єра

Таканорі Ґомі за чаркою саке. Японія, 2007 рік.

Таканорі Ґомі є одним із бійців, що найбільше вплинули на розвиток змішаних єдиноборств у період їхнього піднесення у 2000-х роках. Він розпочав виступи на професійному рівні на турнірах з сюто (вид змішаних єдиноборств) під егідою ISC. Протягом 2001 – 2003 років утримував пояс чемпіона цієї федерації у легкій вазі. За час виступів з сюто провів 13 поєдинків, 12 з яких виграв.
Пік кар'єри Ґомі припадає на 2004 – 2007 роки, коли він виступав у чемпіонаті Pride. У 2005 році Ґомі став переможцем Гран-прі Pride і першим чемпіоном світу у легкій вазі цієї організації. Протягом зазначеного часу він провів 15 боїв, з них 13 виграв (7 нокаутом, 3 підкоренням), а також встановив рекорд чемпіонату, виконавши найшвидший нокаут (6 секунд від початку бою, ударами колін). Перемагав чемпіонів Дженса Палвера, Тацую Кавадзірі та Хаято Сакурая. Його поєдинок проти Ніка Діаса був відзначений премію «Бій року» видання «Inside Fights». У 2005 році Таканорі Ґомі був відзначений премією «Боєць року» видання «Sherdog».
Після закриття чемпіонату Ґомі виступав на турнірах «Sengoku» федерації WVR, де програв в числі інших російському кікбоксеру Сергію Ґоляєву, що стало великим і широко обговорюваним апсетом. На завершальній стадії кар'єри японський боєць виступав у чемпіонаті UFC.
Бійцівський стиль Таканорі Ґомі ґрунтується на поєднанні єдиноборств, що їх він вивчав з молодості, зокрема боксу (займається з 1994 року), вільної боротьби та кетчу (займається з 1996 року). Протягом всієї кар'єри у змішаних єдиноборствах Ґомі регулярно брав участь у змаганнях із різних видів боротьби. Він є багаторазовим чемпіоном Японії з греплінгу.

## Статистика в змішаних бойових мистецтвах
| Результат   | Противник              | Вага     | Спосіб                                        | Раунд | Час  | Дата              | Місце            | Подія                                          | Примітки |
| ----------- | ---------------------- | -------- | --------------------------------------------- | ----- | ---- | ----------------- | ---------------- | ---------------------------------------------- | --- |
| Поразка     | Дієґо Санчес           | 66-70 кг | Рішення суддів (роздільне)                    | 3     | 5:00 | 3 лютого 2013     | Сайтама, Японія  | «UFC on Fuel TV 8»                             | |
| Перемога    | Мак Данциг             | 66-70 кг | Рішення суддів (роздільне)                    | 3     | 5:00 | 10 листопада 2012 | Макао, КНР       | «UFC on Fuel TV 6»                             | Премія «Бій вечора». |
| Перемога    | Ейдзі Міцуока          | 66-70 кг | Технічний нокаут (удари кулаками)             | 2     | 2:21 | 26 лютого 2012    | Сайтама, Японія  | «UFC 144»                                      | |
| Поразка     | Нейт Діас              | 66-70 кг | Підкорення (больовий прийом на руку)          | 1     | 4:27 | 24 вересня 2011   | Денвер, США      | «UFC 135»                                      | |
| Поразка     | Клей Ґвіда             | 66-70 кг | Підкорення (удушення руками)                  | 2     | 4:27 | 1 січня 2011      | Лас-Вегас, США   | «UFC 125»                                      | |
| Перемога    | Тайсон Гріффін         | 66-70 кг | Нокаут (удар кулаком)                         | 1     | 1:04 | 1 серпня 2010     | Сан-Дієґо, США   | «UFC on Versus 2»                              | Премія «Нокаут вечора». |
| Поразка     | Кенні Флоріан          | 66-70 кг | Підкорення (удушення руками)                  | 3     | 2:52 | 31 березня 2010   | Шарлотт, США     | «UFC Fight Night 21»                           | |
| Перемога    | Тоні Херві             | до 71 кг | Рішення суддів (одностайне)                   | 5     | 5:00 | 30 жовтня 2009    | Токіо, Японія    | «Vale Tudo Japan 2009»                         | |
| Перемога    | Такасі Накакура        | 66-70 кг | Нокаут (удари кулаками)                       | 2     | 4:42 | 10 травня 2009    | Токіо, Японія    | «Shooto: Tradition Final»                      | |
| Поразка     | Сатору Кітаока         | 66-70 кг | Підкорення (больовий прийом на ногу)          | 1     | 1:41 | 4 січня 2009      | Сайтама, Японія  | «Sengoku Rebellion 2009»                       | Бій за титул чемпіона світу у легкій ваговій категорії.                                                                                                   |
| Поразка     | Сергій Ґоляєв          | 66-70 кг | Рішення суддів (роздільне)                    | 3     | 5:00 | 1 листопада 2008  | Сайтама, Японія  | «Sengoku 6»                                    | Премія «Апсет року». |
| Перемога    | Сон Хван Пан           | 66-70 кг | Рішення суддів (одностайне)                   | 3     | 5:00 | 24 серпня 2008    | Сайтама, Японія  | «Sengoku 4»                                    | |
| Перемога    | Дуейн Людвіг           | 66-70 кг | Технічний нокаут (рішення лікаря)             | 1     | 2:28 | 5 березня 2008    | Токіо, Японія    | «Sengoku 1»                                    | |
| Не відбувся | Нік Діас               | до 73 кг | Рішення атлетичної комісії                    | 2     | 1:46 | 24 лютого 2007    | Лас-Вегас, США   | «Pride 33»                                     | Первинний результат бою (програш Ґомі) було скасовано за рішенням атлетичної комісії штату Невада. Бій визнаний таким, що не відбувся. Премія «Бій року». |
| Перемога    | Міцухіро Ісіда         | до 73 кг | Технічний нокаут (удари кулаками)             | 1     | 1:14 | 31 грудня 2006    | Сайтама, Японія  | «Pride Shockwave 2006»                         | |
| Перемога    | Маркус Ауреліу         | до 73 кг | Рішення суддів (роздільне)                    | 2     | 5:00 | 5 листопада 2006  | Йокоґама, Японія | «Pride Bushido 13»                             | Захистив титул чемпіона світу у легкій ваговій категорії.                                                                                                 |
| Перемога    | Давід Барон            | до 73 кг | Підкорення (удушення руками)                  | 1     | 7:10 | 26 серпня 2006    | Наґоя, Японія    | «Pride Bushido 12»                             | |
| Поразка     | Маркус Ауреліу         | до 73 кг | Технічне підкорення (удушення руками)         | 1     | 4:34 | 2 квітня 2006     | Токіо, Японія    | «Pride Bushido 10»                             | |
| Перемога    | Хаято Сакурай          | до 73 кг | Нокаут (удари кулаками)                       | 1     | 3:56 | 31 грудня 2005    | Сайтама, Японія  | «Pride Shockwave 2005» Гран-прі Pride (фінал)  | Виграв Гран-прі у легкій ваговій категорії. Виграв титул чемпіона світу у легкій ваговій категорії.                                                       |
| Перемога    | Луіс Азереду           | до 73 кг | Рішення суддів (одностайне)                   | 2     | 5:00 | 25 вересня 2005   | Токіо, Японія    | «Pride Bushido 9» Гран-прі Pride (півфінал)    | |
| Перемога    | Тацуя Кавадзірі        | до 73 кг | Підкорення (удушення руками)                  | 1     | 7:42 | 25 вересня 2005   | Токіо, Японія    | «Pride Bushido 9» Гран-прі Pride (чвертьфінал) | Премія «Бій року». |
| Перемога    | Жеан Сілва             | до 73 кг | Рішення суддів (одностайне)                   | 2     | 5:00 | 17 липня 2005     | Наґоя, Японія    | «Pride Bushido 8»                              | |
| Перемога    | Луіс Азереду           | до 73 кг | Нокаут (удари кулаками)                       | 1     | 3:46 | 22 травня 2005    | Токіо, Японія    | «Pride Bushido 7»                              | |
| Перемога    | Дженс Палвер           | до 73 кг | Нокаут (удар кулаком)                         | 1     | 6:29 | 31 грудня 2004    | Сайтама, Японія  | «Pride Shockwave 2004»                         | |
| Перемога    | Чарльз Беннетт         | до 73 кг | Технічне підкорення (больовий прийом на руку) | 1     | 5:52 | 14 жовтня 2004    | Осака, Японія    | «Pride Bushido 5»                              | |
| Перемога    | Фабіу Меллу            | до 73 кг | Технічний нокаут (удари кулаками)             | 1     | 8:07 | 19 липня 2004     | Наґоя, Японія    | «Pride Bushido 4»                              | |
| Перемога    | Ралф Ґрейсі            | до 73 кг | Нокаут (удари коліньми)                       | 1     | 0:06 | 23 травня 2004    | Йокоґама, Японія | «Pride Bushido 3»                              | Найшвидший нокаут в історії чемпіонату. |
| Перемога    | Жадісун Коста          | до 73 кг | Технічний нокаут (удари кулаками)             | 1     | 4:55 | 15 лютого 2004    | Йокоґама, Японія | «Pride Bushido 2»                              | |
| Поразка     | Бі Джей Пенн           | 66-70 кг | Підкорення (удушення руками)                  | 3     | 2:35 | 10 жовтня 2003    | Гонолулу, США    | «Rumble on the Rock 4»                         | |
| Поразка     | Йоакім Хансен          | 66-70 кг | Рішення суддів (переважне)                    | 3     | 5:00 | 10 квітня 2003    | Йокоґама, Японія | «Shooto in Yokohama Gymnasium»                 | Втратив титул чемпіона світу у легкій ваговій категорії.                                                                                                  |
| Перемога    | Нік Ертл               | 65-70 кг | Підкорення (больовий прийом на руку)          | 1     | 4:59 | 23 лютого 2003    | Токіо, Японія    | «Shooto: 2/23 in Korakuen Hall»                | |
| Перемога    | Докондзьоносуке Місіма | 65-70 кг | Технічний нокаут (удари кулаками)             | 2     | 0:52 | 14 грудня 2002    | Ураясу, Японія   | «Shooto 2002 Year-End Show»                    | Захистив титул чемпіона світу у легкій ваговій категорії.                                                                                                 |
| Перемога    | Кріс Бреннен           | 65-70 кг | Рішення суддів (одностайне)                   | 3     | 5:00 | 16 вересня 2002   | Йокоґама, Японія | «Shooto: Treasure Hunt 10»                     | |
| Перемога    | Леонарду Сантус        | 65-70 кг | Рішення суддів (переважне)                    | 3     | 5:00 | 29 червня 2002    | Сакай, Японія    | «Shooto: Treasure Hunt 7»                      | |
| Перемога    | Руміна Сато            | 65-70 кг | Рішення суддів (одностайне)                   | 3     | 5:00 | 16 грудня 2001    | Ураясу, Японія   | «Shooto: To The Top Final Act»                 | Виграв титул чемпіона світу у легкій ваговій категорії.                                                                                                   |
| Перемога    | Раян Боу               | 65-70 кг | Рішення суддів (одностайне)                   | 3     | 5:00 | 12 листопада 2000 | Токіо, Японія    | «Shooto: R.E.A.D. 12»                          | |
| Перемога    | Пол Родрігес           | 65-70 кг | Рішення суддів (одностайне)                   | 3     | 5:00 | 16 липня 2000     | Токіо, Японія    | «Shooto: R.E.A.D. 6»                           | |
| Перемога    | Уандерсун Паван        | 65-70 кг | Рішення суддів (одностайне)                   | 3     | 5:00 | 2 квітня 2000     | Кадома, Японія   | «Shooto: R.E.A.D. 3»                           | |
| Перемога    | Джонні Едуарду         | до 71 кг | Підкорення (удушення руками)                  | 3     | 1:43 | 11 грудня 1999    | Ураясу, Японія   | «Vale Tudo Japan 1999»                         | |
| Перемога    | Такуя Кавабара         | 65-70 кг | Рішення суддів (одностайне)                   | 3     | 5:00 | 5 вересня 1999    | Токіо, Японія    | «Shooto: Renaxis 4»                            | |
| Перемога    | Стівен Пеллінг         | 66-70 кг | Підкорення (удушення руками)                  | 1     | 3:06 | 1 червня 1999     | Гонолулу, США    | «Super Brawl 12»                               | |
| Перемога    | Такуя Кавабара         | 65-70 кг | Рішення суддів (одностайне)                   | 3     | 5:00 | 28 березня 1999   | Токіо, Японія    | «Shooto: Renaxis 1»                            | |
| Перемога    | Кадзуміті Такада       | 65-70 кг | Технічний нокаут (удари кулаками)             | 2     | 3:42 | 15 січня 1999     | Токіо, Японія    | «Shooto: Devilock Fighters»                    | |
| Перемога    | Хіросі Цурюя           | 65-70 кг | Рішення суддів (одностайне)                   | 3     | 5:00 | 27 листопада 1998 | Токіо, Японія    | «Shooto: Las Grandes Viajes 6»                 | |